# Adénocarcinome pulmonaire
L'adénocarcinome pulmonaire est une tumeur maligne de différenciation glandulaire localisée au poumon.
L'adénocarcinome pulmonaire est responsable de 29,4 % des cancers du poumon. Il a généralement son origine dans le tissu pulmonaire périphérique. La plupart des cas d'adénocarcinome sont associés au tabagisme ; cependant, parmi les personnes qui n'ont jamais fumé (« jamais-fumeurs »), l'adénocarcinome est la forme la plus fréquente de cancer du poumon.
Le carcinome bronchioloalvéolaire (ou Adénocarcinome pulmonaire in situ) est plus commun chez les femmes jamais-fumeuses et peut avoir des réactions différentes aux traitements.

## Classification
L'ancienne notion de carcinome bronchioloalvéolaire (CBA) pouvait regrouper :
- des formes à petites cellules (20 %) ;
- les adénocarcinomes (50 %) dont on distingue selon les cellules proliférantes :
  - les adénocarcinomes mucineux causés par les cellules mucineuses (80 % des cas), plutôt diffus ;
  - les adénocarcinomes non mucineux, plus localisés :
    - pneumocytes de type II (sécrétion de surfactant),
    - cellules de Clara ;
- des carcinomes malpighiens (30 %).

Le CBA typique correspond à l'adénocarcinome pulmonaire in situ.
Selon le caractère invasif, on distingue :
- lésions préinvasives :
  - hyperplasie adénomateuse atypique pulmonaire (HAAP) ;
  - adénocarcinome pulmonaire in situ (ou carcinome bronchioloalvéolaire (CBA)) (diamètre inférieur à 3 cm, en verre dépoli) :
    - adénocarcinome pulmonaire in situ mucineux ;
    - adénocarcinome pulmonaire in situ non mucineux ;
    - adénocarcinome pulmonaire in situ mixte ;

  - adénocarcinome avec invasion minime (ou mini-invasif, diamètre inférieur à 3 cm, invasion inférieure à 5 mm avec croissance lépidique prédominante) :
    - adénocarcinome avec invasion minime mucineux ;
    - adénocarcinome avec invasion minime non mucineux ;
    - adénocarcinome avec invasion minime mixte ;

- adénocarcinome pulmonaire invasif :
  - adénocarcinome invasif lépidique prédominant ;
  - adénocarcinome invasif acinaire prédominant ;
  - adénocarcinome invasif papillaire prédominant ;
  - adénocarcinome invasif micropapillaire prédominant ;
  - adénocarcinome invasif solide prédominant (compact) ;
  - adénocarcinome invasif mucineux (colloïde) ;
  - adénocarcinome invasif de type fœtal (bas ou haut grade) ;
  - adénocarcinome invasif de type entérique.

Les adénocarcinomes pulmonaires in situ et mini-invasifs ont un pronostic excellent après résection.

## Chez l'animal

### Ovins
Les ovins peuvent eux aussi souffrir d'adénocarcinomes pulmonaires, mais ceux-ci sont généralement induits par un rétrovirus, le Jaagsiekte Sheep RetroVirus (JSRV). La brebis Dolly a notamment souffert d'un adénocarcinome pulmonaire. 